# Verdi del Sudtirolo/Alto Adige
I Verdi del Sudtirolo/Alto Adige (in tedesco Die Grünen Südtirols, in ladino Vërc de Südtirol; noti con la denominazione trilingue Verdi–Grüne–Vërc) sono un partito politico italiano attivo nella provincia autonoma di Bolzano.

## Storia

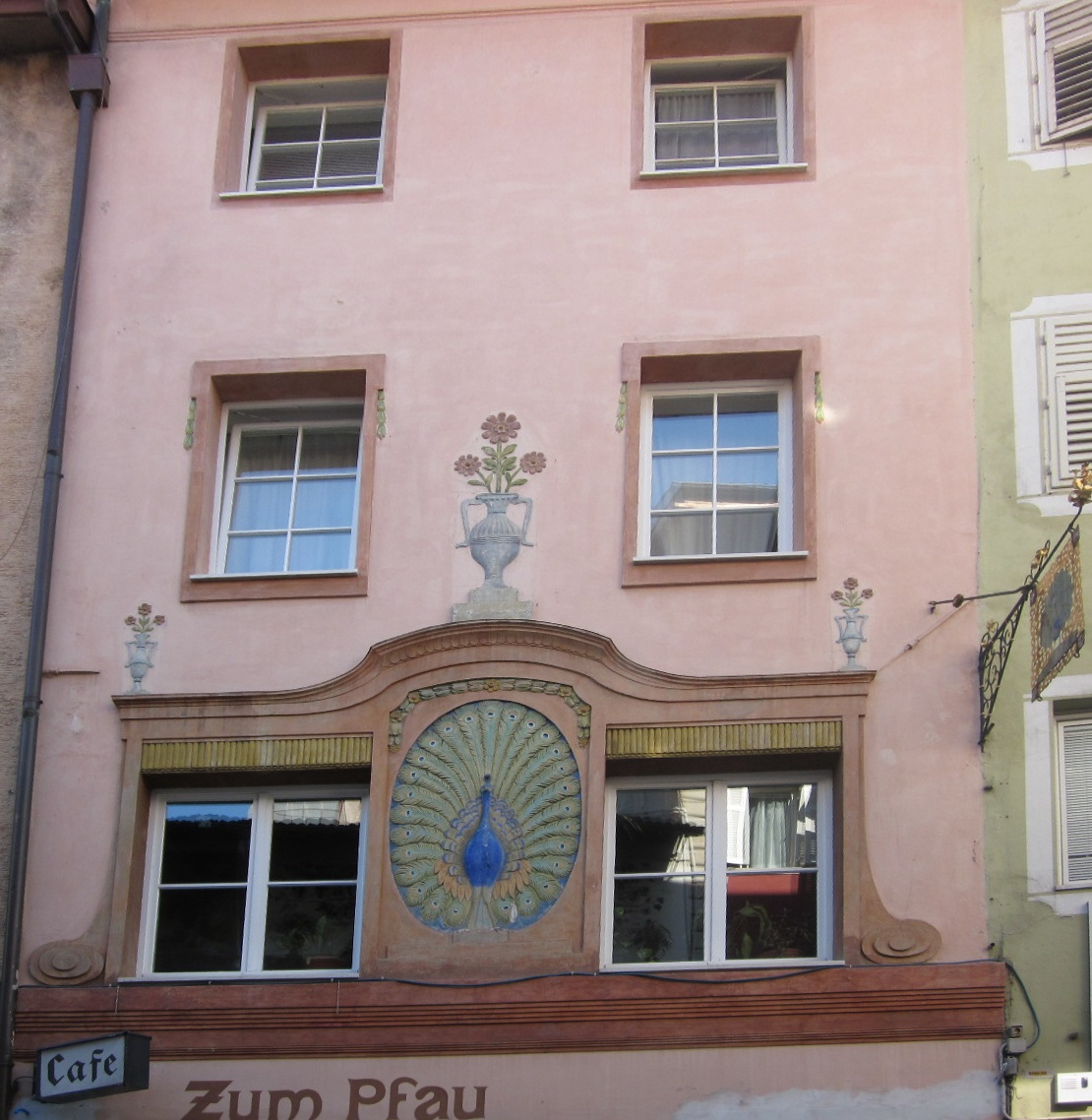
La sede del partito, in via dei Bottai 5 a Bolzano.

I Verdi del Sudtirolo sono nati dalla cosiddetta Nuova Sinistra, la sinistra nata alla fine degli anni 1970 e che fece proprie istanze sociali, ambientaliste, femministe, pacifiste, distinguendosi dalla tradizionale sinistra socialista e comunista. I Verdi affondano le loro radici, in particolare, nel movimento ambientalista altoatesino e nell'associazione studentesca altoatesina SH/ASUS.
Dopo aver partecipato con successo, a partire dal 1978, a diverse elezioni comunali e provinciali, solo a metà del 1996 vi è stata la fondazione formale e statutaria del partito con la denominazione "Verdi-Grüne-Vërc".
Il movimento dapprima partecipò alle elezioni regionali del 1978 nella lista "Neue Linke/Nuova Sinistra", eleggendo Alexander Langer nel Consiglio regionale e provinciale. Raddoppiò i seggi nel 1983 quando si presentò sotto l'insegna Lista Alternativa per l'altro Sudtirolo (Alternative Liste für das Andere Südtirol) e a Langer si affiancò il giornalista bolzanino Arnold Tribus. Nel 1987 il partito elesse per la prima volta un suo esponente alla Camera dei deputati: l'avvocato Gianni Lanzinger.
Sempre Langer e Tribus furono eletti nel 1988, quando la lista si presentò per sotto la denominazione Lista Verde Alternativa (Grün-Alternative Liste - GAL). A Langer, eletto nel Parlamento europeo l'anno successivo, subentrò poi Alessandra Zendron. Zendron e la meranese Cristina Kury – elette nel 1993, quando la lista si presentò per la prima volta con la denominazione attuale "Verdi-Grüne-Vërc", e confermate nel 1998 – rappresentarono i Verdi fino al 2003.
Alle elezioni provinciali del 2003 i Verdi del Sudtirolo hanno ricevuto il 7,9% delle preferenze, potendo così contare per la prima volta su tre consiglieri nei consigli provinciale e regionale: il giornalista Riccardo Dello Sbarba, lo storico brissinese Hans Heiss e Cristina Kury. Nelle elezioni europee del 2004, i Verdi del Sudtirolo hanno ottenuto il 13,1% dei voti, una tra le percentuali più alte a livello europeo.
Il 20 marzo 2008 sono stati rifondati i "Giovani verdi", la sezione del partito dedicata ai giovani.
Per le elezioni provinciali del 2008 il partito su iniziativa del portavoce Franco Bernard è entrato in una alleanza elettorale con le Bürger Liste Civiche della provincia. L'alleanza ha ottenuto il 5,8% dei voti e vengono eletti due candidati dei verdi come consiglieri provinciale.
In vista delle elezioni politiche 2013, il partito decide di non appoggiare la lista Rivoluzione civile di Antonio Ingroia, contrariamente a quanto deciso dalla Federazione dei Verdi, giudicando il programma dell'ex magistrato non aderente alle ideologie del movimento, oltre che poco riconoscibile per gli elettori di lingua tedesca, optando invece per presentare i propri candidati nelle liste di Sinistra Ecologia Libertà, il partito di Nichi Vendola. Per la Camera dei deputati il partito ha presentato i candidati Florian Kronbichler, Michil Costa e Cristina Kury, mentre per il Senato della Repubblica è stato accordato sostegno ai candidati di Partito Democratico e Südtiroler Volkspartei. Alla Camera dei deputati è infine risultato eletto Florian Kronbichler (primo parlamentare altoatesino di lingua tedesca non aderente alla Südtiroler Volkspartei o ad un partito ad essa antesignano).
Nelle elezioni provinciali del 2013 i Verdi, sempre alleati con Sinistra Ecologia Libertà (che esprime alcuni candidati della lista e la cui sigla SEL viene inserita nel simbolo del partito), conquistano il loro miglior risultato elettorale di sempre, con l'8,7% dei consensi (che fa di loro il terzo partito altoatesino) e tre consiglieri.
Alle elezioni europee 2014 il partito presenta la propria candidata, l'ex giornalista Rai Oktavia Brugger, nelle liste del nord-est italiano de L'Altra Europa con Tsipras, ad imitazione del partito di riferimento Sinistra Ecologia Libertà e ancora una volta distaccandosi dalla Federazione dei Verdi. La Brugger, con le sue 21.446 preferenze (di cui 15.787 in Alto Adige, ove la "lista Tsipras" tocca il 9,91%), risulta la candidata più votata della lista nella circoscrizione del nord-est, ma non riesce ad ottenere il seggio.
Il 24 maggio 2015 i Verdi riescono per la prima volta nella storia a portare un loro esponente alla guida di un comune altoatesino, con l'elezione di Paul Rösch (sostenuto anche da una lista civica) a sindaco di Merano.
Lo strappo con la Federazione dei Verdi non si ricuce neppure in occasione delle elezioni politiche 2018, ove i Verdi altoatesini si affiliano al cartello Liberi e Uguali, a sostegno della leadership di Pietro Grasso, mentre il sole che ride (federato con il PSI e Area Civica nella lista Insieme) si coalizza col Partito Democratico. I Verdi altoatesini non riescono a ottenere seggi.
Il partito infine torna con i Verdi "nazionali" in vista delle elezioni europee del 2019, presentando i propri candidati Norbert Lantschner e Judith Kienzl all'interno della lista Europa Verde - European Green Party.
Nel 2025 la senatrice veneta Aurora Floridia annuncia la propria adesione ai Verdi del Sudtirolo, che pertanto rientrano in Parlamento.

## Ideologia
I Verdi altoatesini sono membri del Partito Verde Europeo.
Caratteristica peculiare è la loro natura "etnicamente trasversale": diversamente da altri partiti attivi in Alto Adige, i Verdi si rivolgono a tutti i cittadini, senza alcuna distinzione; fra i punti programmatici vi è l'estensione del plurilinguismo e il superamento della rigida divisione della società altoatesina in gruppi linguistici.

## Struttura
Al vertice del partito vi è il portavoce provinciale, carica elettiva con mandato annuale. Dal gennaio 2024 i portavoce del movimento sono Elide Mussner  e Luca Bertolini.
La linea del partito viene decisa dal Coordinamento Provinciale, il "parlamentino" interno al movimento, composto dai portavoce, dagli esponenti del partito che siedono in Parlamento, nel Consiglio Provinciale e nelle Giunte comunali, dai rappresentanti dei vari comprensori provinciali e dai delegati delle Donne Verdi (in tedesco Grüne Frauen, la sezione femminile del partito) e i Giovani Verdi (o Young Greens Southtyrol).
A cadenza biennale il partito tiene il suo congresso, denominato Assemblea Provinciale, nel corso della quale vengono eletti altri rappresentanti per il Coordinamento Provinciale.
Vi è inoltre il gruppo di lavoro VerdECOnomia (deputato a sostenere le aziende che si impegnano a rispettare i valori eco-sociali nel loro operato) e l'Ufficio Verde (sportello di contatto tra il partito e la popolazione).

## Rappresentanza
Al 2023 i Verdi del Sudtirolo sono rappresentati da tre consiglieri nel consiglio provinciale altoatesino.

### Portavoce del partito
- 1996-1998: Carlo Bertorelle
- 1998-2006: Leander Moroder
- 2006-2009: Franco Bernard
- 2009-2013: Brigitte Foppa e Sepp Kusstatscher
- 2014-2016: Brigitte Foppa e Giorgio Zanvettor
- 2016-2017: Brigitte Foppa e Hans Heiss
- 2017-2019: Brigitte Foppa e Tobias Planer
- 2019-2024: Marlene Pernstich e Felix Wohlgemuth
- dal 2024: Luca Bertolini e Elide Mussner[23]

### Esponenti illustri
Tra gli esponenti più conosciuti del movimento si annoverano Alexander Langer (parlamentare europeo tra il 1989 e il 1995) e l'alpinista Reinhold Messner (parlamentare europeo nel periodo 1999-2004). Il movimento ha inoltre espresso tre esponenti alla Camera dei deputati: Gianni Lanzinger (1987-1992), Florian Kronbichler (2013-2018) e Aurora Floridia (dal 2025, eletta in quota Europa Verde).

## Risultati elettorali

### Elezioni nazionali
| Elezione       | Elezione     | Voti                             | %                                | Seggi   |
| -------------- | ------------ | -------------------------------- | -------------------------------- | ------- |
| Politiche 1987 | Camera       | Lista Verde                      | Lista Verde                      | 1 / 630 |
| Politiche 1987 | Senato       | –                                | –                                | 0 / 315 |
| Europee 1989   | Europee 1989 | In Federazione delle Liste Verdi | In Federazione delle Liste Verdi | 1 / 81  |
| Politiche 1992 | Camera       | In Federazione dei Verdi         | In Federazione dei Verdi         | 0 / 630 |
| Politiche 1992 | Senato       | In Federazione dei Verdi         | In Federazione dei Verdi         | 0 / 315 |
| Politiche 1994 | Camera       | In Federazione dei Verdi         | In Federazione dei Verdi         | 0 / 630 |
| Politiche 1994 | Senato       | –                                | –                                | 0 / 315 |
| Europee 1994   | Europee 1994 | In Federazione dei Verdi         | In Federazione dei Verdi         | 1 / 87  |
| Europee 1999   | Europee 1999 | In Federazione dei Verdi         | In Federazione dei Verdi         | 1 / 87  |
| Politiche 2001 | Camera       | In Il Girasole                   | In Il Girasole                   | 0 / 630 |
| Politiche 2001 | Senato       | –                                | –                                | 0 / 315 |
| Europee 2004   | Europee 2004 | In Federazione dei Verdi         | In Federazione dei Verdi         | 1 / 78  |
| Politiche 2006 | Camera       | In Federazione dei Verdi         | In Federazione dei Verdi         | 0 / 630 |
| Politiche 2006 | Senato       | –                                | –                                | 0 / 315 |
| Politiche 2008 | Camera       | In La Sinistra l'Arcobaleno      | In La Sinistra l'Arcobaleno      | 0 / 630 |
| Politiche 2008 | Senato       | In La Sinistra l'Arcobaleno      | In La Sinistra l'Arcobaleno      | 0 / 315 |
| Europee 2009   | Europee 2009 | In Sinistra e Libertà            | In Sinistra e Libertà            | 0 / 72  |
| Politiche 2013 | Camera       | In Sinistra Ecologia Libertà     | In Sinistra Ecologia Libertà     | 1 / 630 |
| Politiche 2013 | Senato (TAA) | 12.808                           | 2,35                             | 0 / 315 |
| Europee 2014   | Europee 2014 | In L'Altra Europa con Tsipras    | In L'Altra Europa con Tsipras    | 0 / 73  |
| Politiche 2018 | Camera       | In Liberi e Uguali               | In Liberi e Uguali               | 0 / 630 |
| Politiche 2018 | Senato       | In Liberi e Uguali               | In Liberi e Uguali               | 0 / 315 |
| Europee 2019   | Europee 2019 | In Europa Verde                  | In Europa Verde                  | 0 / 76  |
| Politiche 2022 | Camera       | In Alleanza Verdi e Sinistra     | In Alleanza Verdi e Sinistra     | 0 / 630 |
| Politiche 2022 | Senato       | In Alleanza Verdi e Sinistra     | In Alleanza Verdi e Sinistra     | 0 / 315 |
| Europee 2024   | Europee 2024 | In Alleanza Verdi e Sinistra     | In Alleanza Verdi e Sinistra     | 0 / 76  |

### Elezioni provinciali
| Elezione                    | Voti                                         | %                                            | Seggi  |
| --------------------------- | -------------------------------------------- | -------------------------------------------- | ------ |
| Provinciali di Bolzano 1978 | In Neue Linke/Nuova Sinistra                 | In Neue Linke/Nuova Sinistra                 | 1 / 35 |
| Provinciali di Bolzano 1983 | In Alternative Liste für das andere Südtirol | In Alternative Liste für das andere Südtirol | 2 / 35 |
| Provinciali di Bolzano 1988 | 20.549                                       | 6,7                                          | 2 / 35 |
| Provinciali di Bolzano 1993 | 21.293                                       | 6,9                                          | 2 / 35 |
| Provinciali di Bolzano 1998 | 19.696                                       | 6,5                                          | 2 / 35 |
| Provinciali di Bolzano 2003 | 23.708                                       | 7,9                                          | 2 / 35 |
| Provinciali di Bolzano 2008 | 17.743                                       | 5,8                                          | 2 / 35 |
| Provinciali di Bolzano 2013 | 25.067                                       | 8,7                                          | 3 / 35 |
| Provinciali di Bolzano 2018 | 19.392                                       | 6,8                                          | 3 / 35 |
| Provinciali di Bolzano 2023 | 25.445                                       | 9,05                                         | 3 / 35 |